# Aliens versus Predator
Aliens versus Predator è uno sparatutto in prima persona del 1999 per Microsoft Windows. Il gioco è diviso in tre parti, e in ognuna si impersona un personaggio diverso: un Alien, un Predator e un Marine. A differenza dei capitoli che lo seguiranno, Aliens versus Predator 2 (2001) e Aliens vs. Predator (2010), le varie campagne non sono connesse fra loro, ma indipendenti. Esiste una versione Gold Edition, dotata di alcuni livelli aggiuntivi.

## Trama

### Marine
È ambientato nella Base Pandora, una struttura di proprietà della Weyland-Yutani sotto la protezione della United States Marine Corps (i Marines) utilizzata come laboratorio di ricerca sulla biologia di esseri extraterrestri. Durante un esperimento, alcuni alieni, gli xenomorfi, fuggono e cominciano a seminare il caos nel centro. In stato d'emergenza, la base viene evacuata, e tutte le navette di salvataggio vengono mandate in orbita. Il giocatore utilizzerà Anderson, un soldato semplice che non ha avuto modo di imbarcarsi sulla navetta di salvataggio poiché era addormentato mentre la situazione precipitò. Il suo compito principale sarà quello di trovare un modo per fuggire dal pianeta, anche se, purtroppo per lui, la via per la pace non sarà di certo un'impresa facile.

### Predator
Un clan di Predator sta attraversando la galassia alla ricerca di nuove specie per la caccia. Tuttavia la nave comincia a danneggiarsi, e si schianta sul pianeta della Base Pandora. Una squadra di marines viene inviata sul luogo dell'incidente, cattura e porta via i corpi degli alieni, ancora vivi, nel laboratorio per studiarli. Il Predator controllato dal giocatore si sveglia con l'obiettivo di vendicare i suoi fratelli caduti e liberare quelli ancora vivi. Oltre ai Marines armati, però, dovrà vedersela anche con gli xenomorfi.

### Alien
L'alieno utilizzabile è uno xenomorfo  chiuso in una gabbia e cavia di esperimenti crudeli. Egli però, una volta fuggito, sarà di nuovo il predatore che è in natura. La sua missione è di uccidere più nemici possibile e trovare una nave che lo porterà sulla Terra.